# عظمت خانم فولادلو
عظمت خانم فولادلو (حاکم خلخال) یکی از حامیان همیشگی میرزا کوچک خان جنگلی، از طوایف فولاد لوی اسکان یافته در روستای نیلق بود.

## زندگی‌نامه
عظمت خانم دختری از ایل شاطرانلو در روستای نیلق بود. او در روستای نیلق و به روایتی در روستای کرندق خلخال به دنیا آمد. مادرش نازی خانم نام داشت. همسرش جورق بیگ (جورق بیگ لقب ایشان بوده و نام اصلی ایشان زین العابدین بوده است) رئیس  سی و دو طایفهٔ شاهسون آذربایجان بود و عظمت خانم بعد از کشته شدن جورق بیگ، عنوان عظمت خانم یافته است. با کشته شدن جورق بیگ به دست دولت قاجار، این ریاست به عظمت خانم سپرده شد. همسر دوم عظمت خانم حسین‌علی خان (برادر جروق بیگ) ملقب به سالار ایران (سالار دیوان) بود. عظمت خانم مثل رئیس یک دولت برای تزار روس، تبریک و هدیه می‌فرستاد. همگان به نفوذ و قدرت عظمت خانم معترف بودند.

## رابطه با نهضت جنگل
برادر عظمت خانم به نام امیر عشایر، از طرف میرزا حکمران گیلان شد. عظمت خانم نیز با تمام نیروهایش به میرزا کوچک خان کمک کرد. یک فرزند عظمت خانم به نام امیر نصرت، نایب والی گیلان شد. این همه حمایت، روسیه را به این نتیجه رساند که برای محدودکردن میرزا، باید حمایت امیر عشایر و عظمت خانم از میرزا را قطع کند. کاری که با توطئه میسر شد. البته عظمت خانم به محض اطلاع از این که میرزا کوچک خان به سوی خلخال حرکت کرده است، نیروهایی را به استقبال میرزا فرستاد. اما برف و بوران مانع پیشروی کوچک خان شد. پس از درگذشت کوچک‌خان، مخالفت عظمت خانم با رضاخان ادامه یافت و جنگهایی بین نیروهای عظمت خانم و برخی خان‌های خلخال با نیروهای دولتی رخ داد که به نفع نیروهای دولتی پایان یافت.